# Platja del Riu de la Sénia
La platja del Riu de la Sénia és una platja natural de la Costa dels Tarongers, a l'extrem nord del municipi de Vinaròs (Baix Maestrat). És la platja més septentrional del País Valencià. Limita al nord amb el Sòl de Riu, la desembocadura del riu de la Sénia, que la separa de Catalunya. Rodejada de penya-segats i roques, té una longitud de 150 metres i una amplada mitjana de 10 metres, formada per sorra, grava i roques. No disposa de cap servei. S'hi practica el nudisme.